# Les Derniers Sapins de Noël
Pour plus de détails, voir Fiche technique et Distribution.
Les Derniers Sapins de Noël (Yolki Poslednye, Ёлки последние) est un film de Noël comique à sketches russe, septième opus de la franchise Yolki avec Ivan Ourgant, Sergueï Svetlakov et Dmitri Naguiev, sorti le 27 décembre 2018,,,,.

## Synopsis
Une fille avec deux enfants sauve un grand-père célibataire qui ne veut pas voir son fils autrefois abandonné ; un adolescent de Tioumen aide son oncle Youra à demander en mariage à sa mère divorcée ; Boris fait de son mieux pour empêcher son meilleur ami Jenya de déménager avec sa famille en Yakoutie ; les sportifs de Perm rêvent de conquérir la belle vendeuse du McDonald’s et sont prêts aux actes les plus audacieux ; la guichetière de la gare de Voronej part en voyage à bord d'un train pour rencontrer l’homme de ses rêves, l’acteur Komarovsky.

## Fiche technique
- Réalisation : Egor Baranov, Timour Bekmambetov, Alexandre Kott
- Scénariste : Jora Kryjovnikov
- Musique : Pavel  Essénine
- Photographie : Serguei Trofimov

## Distribution
- Alexandre Golovine : le snowboardeur
- Constantin Khabenski : le narrateur
- Ivan Ourgant : Boria
- Sergueï Svetlakov : Jenya
- Dmitri Naguiev : oncle Youra
- Vera Brejneva : figurante
- Ielena Iakovleva : mère d'Andreï
- Youlia Alexandrova : Marina
- Daniil Bakhrouchev : Andreï
- Alexandre Domogarov : skieur
- Iouri Kouznetsov : Evgueniy Valentinovitch, père de Denis
- Mark Bogatyrev : Eldar Komarovskiy, acteur
- Evgueni Egorov : Sacha
- Sacha Spielberg : figurant
- Anton Bogdanov : Denis Evguenevitch Prokhorov
- Valentina Mazounina : Galia, femme de Denis
- Vladimir Matveïev : père de Jenya
- Vladislav Vetrov : père de Galia
- Daniil Mouraviev-Izotov : Egor Orlov
- Andreï Nazimov : Kirill
- Taïssia Vilkova : Youlia
- Vladislav Tiron : Liocha Grigoriev
- Alina Alexeïeva : Tania
- Irina Arkhipova : Olia, la femme de Jenya
- Natalia Potapova : mère de Jenya
- Galina Stakhanova : Maria Ilinitchna, mamie Mania
- Katerina Agueïeva : Ira, guichetière
- Anton Filipenko : camionneur
- Vladimir Sterjakov : gérant du train
- Natalia Botchkareva : Elsa
- Artiom Orlov :
- Leonid Goriatchev : caissier du McDonald's
- Martveï Yakoubov : Boria
- Vladimir Menchov : Valeri Mikhaïlovitch Gavrilov
- Pavel Barchak : Erkhov
- Maria Porochina : Youlia Mikhaïlovna
- Katerina Chpitsa : Jenya
- Piotr Fedorov : Nikolaï Kravtchouk
- Valeria Streliaïeva : Anastasia Kravtchouk
- Sergueï Pokhodaïev : Vova
- Alina Boulynko : Varia
- Viktor Verjbitski : Igor Borissovitch Vorobiev
- Alexandre Robak : Korovine
- Nikita Presniakov : Pacha Bondarev

## Critique
Le film a reçu de piètres critiques,,.